# Bộ Tân (辛)
Bộ Tân, bộ thứ 160 có nghĩa là "cay" là 1 trong 20 bộ có 7 nét trong số 214 bộ thủ Khang Hy.
Tân là can thứ tám trong mười thiên can.
Trong Từ điển Khang Hy có 36 chữ (trong số hơn 40.000) được tìm thấy chứa bộ này.

## Tự hình Bộ Tân (辛)

Giáp cốt văn
Kim văn
Tiểu triện

## Chữ thuộc Bộ Tân (辛)
| Số nét bổ sung | Chữ                                                  |
| -------------- | ---------------------------------------------------- |
| 0              | 辛/tân/                                              |
| 5              | 辜/cô/ 辝/từ/                                        |
| 6              | 辞/từ/ 辟/bách/ 辠/tội/                              |
| 7              | 辡/biện/ 辢/lạt/ 辣/lạt/                             |
| 8              | 辤/từ/                                               |
| 9              | 辥/tiết/ 辦/biện/ 辧/biện/ 辨/ban/ 辩/biện/ 辪/tiết/ |
| 10             | 辫/biện/                                             |
| 11             | 辬/ban/                                              |
| 12             | 辭/từ/                                               |
| 14             | 辯/biếm/                                             |